# 구니타치촌
구니타치촌(国立村)은 야마나시현 히가시야쓰시로군에 있던 촌이다. 현재의 후에후키시 북동부, 주오자동차도 이치노미야미사카 나들목의 북동일대에 해당한다.

## 역사
- 1889년 7월 1일 - 정촌제 시행에 의해 구니타치촌이 단독으로 지자체를 형성하였다.
- 1903년 9월 25일 - 이치오촌, 기요노촌과 합병해 이치노미야촌이 성립하여, 동일 구니타치촌은 폐지되었다.

## 교통

### 도로
현재는 구촌에 주오자동차도 이치노미야미사카 나들목이 소재하지만, 당시엔 미개통

## 참고문헌
- 角川日本地名大辞典 19 山梨県